# King's (ancienne circonscription fédérale)
King's fut une circonscription électorale fédérale de l'Île-du-Prince-Édouard. La circonscription fut représentée de 1896 à 1968.
La circonscription a été créée en 1892 à partir du Comté de King. Abolie en 1966, la circonscription fut fusionnée à Cardigan.

## Géographie
En 1892, la circonscription de King's comprenait:
- La ville de Georgetown
- Le Comté de Kings

## Députés
1. 1896-1900 — Augustine Colin Macdonald, conservateur
2. 1900-1908 — James Joseph Hughes, libéral
3. 1908-1911 — Austin Levi Fraser, conservateur
4. 1911-1917 — James Joseph Hughes, libéral (2)
5. 1917-1921 — James McIsaac, conservateur
6. 1921-1925 — James Joseph Hughes, libéral (3)
7. 1925-1935 — John Alexander MacDonald, conservateur
8. 1935-1949 — Thomas Vincent Grant, libéral
9. 1949-1957 — Thomas Joseph Kickham, libéral
10. 1957-1961 — John Augustine MacDonald, progressiste-conservateur
11. 1961¹-1963 — Margaret Mary MacDonald, progressiste-conservatrice
12. 1963-1965 — John Cooney Mullally, libéral
13. 1965-1968 — Melvin James McQuaid, progressiste-conservateur

- ¹ = Élection partielle